# SoapUI
SoapUIは、Simple Object Access Protocol (SOAP) および Representational State Transfer (REST) 用のオープンソースのWebサービステストアプリケーションである。その機能は、Webサービスの検査、呼び出し、開発、シミュレーションとモック、機能テスト、負荷テストおよびコンプライアンステストをカバーしている。生産性向上を目的とした機能に主眼を置いた商用バージョンのReadyAPI（旧SoapUI Pro）も、Eviware Software ABによって開発された。2011年にはSmartBear SoftwareがEviwareを買収した。
SoapUIは、2005年9月にSourceForgeに最初にリリースされた。これは自由ソフトウェアであり、European Union Public Licenceとしてライセンスされている。最初のリリース以来、SoapUIは2,000,000回以上ダウンロードされている。完全にJavaプラットフォーム上に構築されており、ユーザインタフェースにはSwingを使用しているため、SoapUIはクロスプラットフォームである。現在、SoapUIはIDEAやEclipse、NetBeansもサポートしている。
SoapUIは、SOAPおよびREST Webサービス、JMS、AMFをテストできるほか、HTTP(S)およびJDBC呼び出しも実行できる。

## 機能

### SoapUI
コア機能にはWebサービスが含まれる：
- 検査
- 呼び出し
- 開発
- シミュレーションとモック
- 機能、コンプライアンス、セキュリティテスト

### ReadyAPI
ReadyAPIは商用バージョンである。ReadyAPIはSoapUIコアに多くの生産性向上機能を追加し、SoapUIを使用する際の多くの繰り返しタスクを簡素化するように設計されている。
| 機能                               | 利点 | 詳しく |
| ---------------------------------- | --- | ------ |
| WSDL coverage                      | 要求/応答メッセージを分析して、WSDL契約がどの程度テスト/モック/使用されているかを確認する。                                   |        |
| WSDL refactoring                   | WSDLが変更されたとき、リクエスト/レスポンス/アサーションを自動的に更新する。                                                  |        |
| Composite projects                 | Webサービステストプロジェクトでチームとして協力する。                                                                         |        |
| Requirements management            | プロジェクト要件を管理、インポート、エクスポートし、テストケースにリンクする。                                                |        |
| Form-based request editor          | 技術ユーザーと非技術ユーザーの両方にとって、リクエストメッセージの編集と理解を容易にする。                                    |        |
| Overview message viewer            | 対応する応答/模擬要求/監視対象メッセージの概要を取得する。                                                                    |        |
| Tree-based request/response editor | 大きなメッセージのナビゲーションと理解を容易にする。                                                                          |        |
| Table inspector                    | 表形式のメッセージコンテンツの概要をすばやく表示する。                                                                        |        |
| Schema inspector                   | メッセージコンテンツの検査とデバッグを容易にする。                                                                            |        |
| XML inspector                      | メッセージコンテンツの検査とデバッグを容易にする。                                                                            |        |
| Doc inspector                      | メッセージコンテンツの理解を容易にする。                                                                                      |        |
| DataSource TestStep                | データ駆動型テストの作成を容易にする。                                                                                        |        |
| DataSink TestStep                  | 後続のテストや外部レポートで使用するデータの収集を容易にする。                                                                |        |
| DataGen TestStep                   | 複雑なインターフェースの包括的なテストを簡素化する。                                                                          |        |
| Property transfer wizards          | 複雑なテストケース/メッセージフローの作成を容易にする。                                                                       |        |
| XPath Assertion Wizards            | TestRequest および MockResponse ステップの XPath アサーションの作成を容易にする。                                             |        |
| XPath Wizards                      | 多くの状況でXPath式の作成を容易にする。                                                                                       |        |
| Integrated reporting               | 追跡とガバナンスのための機能テストの概要を提供する。                                                                          |        |
| Groovy script library              | 複雑なシナリオの再利用とスクリプト作成が容易にする。                                                                          |        |
| Tabbed desktop                     | 複数のエディターを使用してデスクトップ管理を容易にする。                                                                      |        |
| API Discovery                      | ユーザーのアクション（Webサイトの閲覧など）から生成されたキャプチャされたHTTPトラフィックに基づいて、SoapUIテストを作成する。 |        |

## 賞
SoapUI は次のように数々の賞を受賞している。
- Jolt Awards 2014: The Best Testing Tools[10]
- ATI Automation Honors, 2009[11]
- InfoWorld Best of Open Source Software Award, 2008[12]
- SOAWorld Readers' Choice Award, 2007[13]

## References
1. ↑  "Release 5.8.0"; 閲覧日: 2024年12月21日; 出版日: 2024年12月18日.
2. ↑  “Eviware software AB sold to SmartBear Software Inc.”.   Mogul (2011年7月5日). 2016年6月3日時点のオリジナルよりアーカイブ。2016年6月3日閲覧。
3. ↑   Archived July 12, 2011, at the Wayback Machine.
4. ↑  “SoapUI End User License Agreement”. 2014年9月28日閲覧。
5. ↑  “The Home of Functional Testing”.   soapUI. 2011年12月13日閲覧。
6. ↑  Ferguson Smart, John (April 2008). Java Power Tools. O'Reilly. pp. 547–566. ISBN 978-0-596-52793-8
7. ↑  “soapUI | Free Development software downloads at”.   sourceforge.net. 2011年12月13日閲覧。
8. ↑  “SoapUI Technology Support”.   soapui.org. 2014年4月14日閲覧。
9. 1 2  “Compare soapUI and soapUI Pro”. soapui.org. 2012年1月1日時点のオリジナルよりアーカイブ。2011年12月13日閲覧。
10. ↑  “Jolt Awards 2014: The Best Testing Tools”. Dr. Dobb's. 2015年6月26日閲覧。
11. ↑  “ATI Automation Honors webcast”. 2011年4月5日閲覧。
12. ↑  “InfoWorld Bossie, Best Web Service Test Tool”.   InfoWorld. 2009年4月22日時点のオリジナルよりアーカイブ。2011年4月5日閲覧。
13. ↑  “2007 SOA World Reader's Choice Awards”.   SOAWorld Magazine. 2011年1月19日時点のオリジナルよりアーカイブ。2011年4月5日閲覧。

## External links
- 公式ウェブサイト